# Empoascanara sonani
Empoascanara sonani är en insektsart som först beskrevs av Matsumura 1931.  Empoascanara sonani ingår i släktet Empoascanara och familjen dvärgstritar. Inga underarter finns listade i Catalogue of Life.